# 河東村 (兵庫県)
河東村（かわひがしむら）は、かつて兵庫県中西部（西播磨地区）に存在していた村。宍粟郡に属した。
1955年、山崎町、城下村、戸原村、神野村、蔦沢村、土万村と合併し、新たに山崎町となったため、地方自治体として消滅した。
旧村域は現在の宍粟市山崎町の東部に相当する。

## 概要
現在の宍粟市山崎町須賀沢、中、高所、三谷、神谷、矢原、岸田、野々上に相当する。

## 沿革
- 1889年（明治22年）4月1日 町村制施行に伴い宍粟郡河東村発足。
- 1955年（昭和30年）7月20日 山崎町、城下村、戸原村、神野村、蔦沢村、土万村と合併し新たに山崎町が発足したため消滅。

## 教育
現在は各校とも宍粟市立となっている。
- 神河中学校（蔦沢中学校との統合により、現在は山崎東中学校となっている。）
- 河東小学校